# Deadman (manga)
Deadman (DEADMAN?) è un manga di Tatsuya Egawa, pubblicato in Giappone da Shūeisha nel 1998 ed edito in Italia da Dynamic Italia, collana Manga Pop Special.

## Trama
Deadman è ambientato in una scuola superiore in Giappone, nel 1977. Uno studente dall'aria tenebrosa e dai lunghi capelli neri calamita l'attenzione di compagni e professori col suo atteggiamento misterioso: il ragazzo sembra attrarre magneticamente le donne ed allo stesso tempo spaventare a morte gli uomini. Il suo nome è Ryuichi Kurosawa, viene dall'Inghilterra ed il suo passatempo preferito è osservare gli esseri umani, perché è in realtà un vampiro semi-immortale. La bella studentessa Morishima si innamora subito di lui e cerca di scoprire cosa nasconde la sua apparenza così aristocratica e sprezzante, ma si troverà coinvolta in una mistica e spaventosa situazione.